# Amata eschatias
Amata eschatias är en fjärilsart som beskrevs av Edward Meyrick 1886. Amata eschatias ingår i släktet Amata och familjen björnspinnare. Inga underarter finns listade i Catalogue of Life.